# Frida Karlsson
Frida Elisabeth Karlsson (Sollefteå, 10 augustus 1999) is een Zweedse langlaufster.

## Carrière
Bij haar wereldbekerdebuut, in februari 2019 in Cogne, scoorde Karlsson, met een zevende plaats, direct wereldbekerpunten. Op de wereldkampioenschappen langlaufen 2019 in Seefeld veroverde ze de zilveren medaille op de 10 kilometer klassieke stijl en de bronzen medaille op de 30 kilometer vrije stijl, daarnaast eindigde ze als vijfde op de 15 kilometer skiatlon. Op de estafette legde ze samen met Ebba Andersson, Charlotte Kalla en Stina Nilsson beslag op de wereldtitel. Op 7 maart 2020 boekte de Zweedse in Oslo haar eerste wereldbekerzege. In Oberstdorf nam Karlsson deel aan de wereldkampioenschappen langlaufen 2021. Op dit toernooi behaalde ze de zilveren medaille op zowel de 10 kilometer vrije stijl als de 15 kilometer skiatlon, op de 30 kilometer klassieke stijl sleepte ze de bronzen medaille in de wacht. Samen met Jonna Sundling, Charlotte Kalla en Ebba Andersson eindigde ze als zesde op de estafette.

## Resultaten

### Wereldkampioenschappen
| Jaar | Plaats     | Resultaten                                                                       |
| ---- | ---------- | -------------------------------------------------------------------------------- |
| 2019 | Seefeld    | 10 km klassieke stijl · 5e 15 km skiatlon · 30 km vrije stijl · 4×5 km estafette |
| 2021 | Oberstdorf | 10 km vrije stijl · 15 km skiatlon · 30 km klassieke stijl · 6e 4×5 km estafette |

### Wereldbeker
Eindklasseringen
| Seizoen   | Algm | DI  | SP  | TdS |
| --------- | ---- | --- | --- | --- |
| 2018/2019 | 40e  | 39e | 41e | –   |
| 2019/2020 | 22e  | 15e | –   | –   |
| 2020/2021 | 16e  | 12e | 27e | DNF |

Wereldbekerzeges
| Nr. | Datum            | Plaats                | Onderdeel                             |
| --- | ---------------- | --------------------- | ------------------------------------- |
| 1.  | 7 maart 2020     | Oslo                  | 30 km klassieke stijl (massastart)    |
| 2.  | 27 november 2021 | Kuusamo               | 10 km klassieke stijl                 |
| 3.  | 4 december 2021  | Lillehammer           | 10 km vrije stijl                     |
| 4.  | 27 november 2022 | Kuusamo               | 20 km vrije stijl (handicapstart)     |
| 5.  | 4 december 2022  | Lillehammer           | 20 km klassieke stijl (massastart)    |
| 6.  | 3 januari 2023   | Oberstdorf            | 10 km klassieke stijl TdS             |
| 7.  | 4 januari 2023   | Oberstdorf            | 20 km vrije stijl (handicapstart) TdS |
| 8.  | 8 januari 2023   | Tour de Ski 2022/2023 | Tour de Ski 2022/2023                 |

### Overige resultaten
| Nr.         | Datum         | Plaats      | Wedstrijd            | Onderdeel                      |
| 2e plaatsen | 2e plaatsen   | 2e plaatsen | 2e plaatsen          | 2e plaatsen                    |
| ----------- | ------------- | ----------- | -------------------- | ------------------------------ |
| 1.          | 12 april 2019 | Hafjell     | Red Bull Janteloppet | 30 km vrije stijl (massastart) |